# ترانه‌شناسی آلبوم‌های امینم
امینم، خواننده رپ اهل ایالات متحده آمریکا، تاکنون ۱۱ آلبوم استودیویی، ۵ آلبوم گردآوری‌شده و یک ای‌پی منتشر کرده است. موسیقی او توسط ناشرهای موسیقی وب انترتینمنت و اینترسکوپ رکوردز همراه با شرکت‌های تابعه افترمث اینترتینمنت و شیدی رکوردز منتشر می‌شود. امینم با فروش ۳۲٫۲ میلیون آلبوم در طول یک دهه در ایالات متحده آمریکا، پرفروش‌ترین هنرمند هیپ هاپ در تمام دوره‌ها و یکی از پرفروش‌ترین هنرمندان دهه ۲۰۰۰ میلادی است. فروش آلبوم‌ها و تک‌آهنگ‌های او در سراسر جهان بیش از ۱۰۰ میلیون است. او در کشور خودش، ۵۰ گواهی پلاتین برای آلبوم‌هایش دریافت و ده آلبوم رتبه یک در جدول بیلبورد ۲۰۰ کسب کرده است.[A]
نخستین آلبوم استودیویی امینم، بی‌نهایت در سال ۱۹۹۶ توسط وب انترتینمنت منتشر شد. این آلبوم حدود هزار نسخه فروخت و موفق به رتبه‌بندی در جدول‌های کشوری نشد. پس از امضای قرارداد با اینترسکوپ رکوردز و افترمث اینترتینمنت، این خواننده رپ اسلیم شیدی ال‌پی را در سال ۱۹۹۹ منتشر کرد که به رتبه دوم بیلبورد ۲۰۰ رسید و چهار گواهینامه پلاتین از انجمن صنعت ضبط موسیقی ایالات متحده آمریکا (آرآی‌ای‌ای) دریافت کرد. در همان سال، امینم به همراه منیجر خود پال روزنبرگ، ناشر موسیقی شیدی رکوردز را تأسیس کردند.
در سال بعد، امینم سومین آلبوم استودیویی خود را با نام مارشال مترز ال‌پی منتشر کرد که در هفته اول انتشار ۱٬۷۶ میلیون نسخه به فروش رساند و رکوردهای فروش سریع‌ترین آلبوم هیپ هاپ در همه زمان‌ها و سریع‌ترین آلبوم انفرادی در در ایالات متحده آمریکا را شکست. با فروش بیش از ده میلیون نسخه، این آلبوم سومین رکورد پرفروش سال در ایالات متحده بود.
در سال ۲۰۰۲، چهارمین آلبوم امینم، نمایش امینم در رتبه یک بیلبورد ۲۰۰ قرار گرفت و با فروش بیش از نوزده میلیون نسخه در سراسر جهان، به مقام برتر جدول‌های مختلف بین‌المللی رسید. در ایالات متحده آمریکا، نمایش امینم با فروش تقریباً ده میلیون نسخه، پرفروش‌ترین آلبوم سال بود. این آلبوم دارای گواهینامه الماس در ایالات متحده، کانادا و استرالیا است. در همان سال، امینم آلبوم موسیقی متن ۸ مایل را منتشر کرد که شامل ترانه‌هایی از هنرمندان مختلف بود. آلبوم از نه میلیون نسخه توزیع شده در سطح بین‌المللی، در ایالات متحده آمریکا جایی که بیش از چهار میلیون فروش داشت، به مقام اول رسید.
در سال ۲۰۰۴، پنجمین آلبوم استودیویی امینم، دوباره‌خوانی به سومین آلبوم استودیویی متوالی این خواننده رپ تبدیل شد که در ایالات متحده آمریکا، استرالیا، کانادا، نیوزلند و انگلستان به رتبه یک می‌رسد. با این حال، با فروش بیش از پنج میلیون نسخه فروش در ایالات متحده آمریکا و و یازده میلیون در سراسر جهان، فروش به میزان قابل توجهی کمتر از دو آلبوم استودیویی قبلی او بود. امینم در سال ۲۰۰۵ آلبوم برترین‌های خود را با عنوان ندای صحنه: پرطرفدارها منتشر کرد که تقریباً سه میلیون نسخه در آمریکا فروخت. سال بعد، او یک آلبوم گردآوری‌شده امینم تقدیم می‌کند: ری-آپ را منتشر کرد که توسط امینم همراه با هنرمندان مختلف از ناشر موسیقی خود اجرا شده است. این آلبوم در سال ۲۰۰۷ از آرآی‌ای‌ای گواهی پلاتین دریافت کرد و در ایالات متحده آمریکا کمی بیش از یک میلیون نسخه فروخت.
پس از بیش از چهار سال وقفه، ششمین آلبوم استودیویی امینم، بازگشت در سال ۲۰۰۹ منتشر شد و با فروش بیش از دو میلیون نسخه، چهارمین آلبوم استودیویی متوالی رپر بود که در فهرست رتبه برترهای ایالات متحده آمریکا، استرالیا، کانادا، نیوزلند و انگلستان قرار گرفت. در سال بعد، امینم هفتمین آلبوم استودیویی خود را با عنوان ریکاوری منتشر کرد که در رتبه اول بیلبورد ۲۰۰ قرار گرفت و در سطح بین‌المللی به رتبه برتر جدول‌های مختلف رسید. طبق اعلام فدراسیون بین‌المللی صنعت فونوگرافی، این آلبوم همچنین پرفروش‌ترین آلبوم سال ۲۰۱۰ در سراسر جهان بود.
امینم در سال‌های ۲۰۱۰ و در سال ۲۰۱۳ هنگامی که او هشتمین آلبوم استودیویی خود را با عنوان مارشال مترز ال‌پی ۲ منتشر کرد، به عنوان برترین خواننده پرفروش کانادا اعلام شد، پس از این آلبوم، به دنبال آن احیا در سال ۲۰۱۷ منتشر شد. مارشال مترز ال‌پی ۲ و احیا در هفته اول خود به بالاترین رتبه در بیلبورد ۲۰۰ رسیدند، بنابراین امینم را به اولین هنرمند موسیقی با هشت ورودی پیاپی در اوج جدول تبدیل کرد. در ۳۱ اوت ۲۰۱۸، امینم دهمین آلبوم استودیویی خود را بدون اعلام قبلی، با عنوان کامی‌کازه منتشر کرد و نهمین آلبوم متوالی او بود که در رتبه یک قرار گرفت. او در ۱۷ ژانویه ۲۰۲۰ این کار را با یک آلبوم غافلگیرکننده با عنوان موسیقی‌ای که توسطش به قتل برسید دنبال کرد.

## آلبوم‌های استودیویی
| آلبوم                                                                         | اطلاعات آلبوم                                                                                                 | موقعیت در جدول‌ها | موقعیت در جدول‌ها | موقعیت در جدول‌ها | موقعیت در جدول‌ها | موقعیت در جدول‌ها | موقعیت در جدول‌ها | موقعیت در جدول‌ها | موقعیت در جدول‌ها | موقعیت در جدول‌ها | موقعیت در جدول‌ها | فروش | گواهی‌نامه‌ها |
| آلبوم                                                                         | اطلاعات آلبوم                                                                                                 | آمریکا           | استرالیا         | بلژیک            | کانادا           | فرانسه           | آلمان            | اوریکون          | نیوزیلند         | سوئیس            | بریتانیا         | فروش | گواهی‌نامه‌ها |
| ----------------------------------------------------------------------------- | --- | ---------------- | ---------------- | ---------------- | ---------------- | ---------------- | ---------------- | ---------------- | ---------------- | ---------------- | ---------------- | --- | --- |
| بی‌نهایت                                                                       | - انتشار: ۱۲ نوامبر ۱۹۹۶ - ناشر: وب انترتینمنت - فرمت‌ها: آلبوم پرآهنگ • نوار کاست                             | —                | —                | —                | —                | —                | —                | —                | —                | —                | —                | - ام‌آرسی دیتا: ۱٬۰۰۰                                                                                    | |
| اسلیم شیدی ال‌پی                                                               | - انتشار: ۲۳ فوریه ۱۹۹۹ - ناشر: افترمث، اینترسکوپ، وب - فرمت‌ها: سی‌دی، ال‌پی، کاست، دانلود موسیقی               | ۲                | ۴۹               | ۷[B]             | ۹                | ۵۲               | ۵۱               | ۳۹               | ۲۳               | ۲۵[B]            | ۱۰               | - ایالات متحده: ۵٬۴۳۳٬۰۰۰ - شرکت جدول‌های رسمی: ۱٬۱۰۰٬۰۰۰                                                | - آرآی‌ای‌ای: ۴× پلاتین - ای‌ارآی‌ای: پلاتین - بریتانیا: ۳× پلاتین - آی‌اف‌پی‌آی: پلاتین - آی‌اف‌پی‌آی سوئیس: طلا - کانادا: ۲× پلاتین - نیوزیلند: پلاتین                                                                                         |
| مارشال مترز ال‌پی                                                              | - انتشار: ۲۳ مه ۲۰۰۰ - ناشر: شیدی رکوردز، افترمث، اینترسکوپ، گلایت - فرمت‌ها: سی‌دی، ال‌پی، کاست، دانلود دیجیتال | ۱                | ۱                | ۱                | ۱                | ۲                | ۳                | ۵۲               | ۱                | ۲                | ۱                | - جهانی: ۲۱٬۰۰۰٬۰۰۰ - ایالات متحده: ۱۱٬۰۰۰٬۰۰۰ - فرانسه: ۶۱۴٬۷۰۰ - بریتانیا: ۲٬۵۳۰٬۰۰۰                  | - آرآی‌ای‌ای: الماس (10× پلاتین) - ای‌ارآی‌ای: ۴× پلاتین - بریتانیا: ۸× پلاتین - آلمان: ۳× پلاتین - آی‌اف‌پی‌آی: ۶× پلاتین - آی‌اف‌پی‌آی سوئیس: ۴× پلاتین - کانادا: ۸× پلاتین - نیوزیلند: ۵× پلاتین - سندیکای ملی انتشارات صوتی‌تصویری: ۲× پلاتین |
| نمایش امینم                                                                   | - انتشار: ۲۶ مه ۲۰۰۲ - ناشر: شیدی، افترمث، اینترسکوپ، گلایت - فرمت‌ها: سی‌دی، ال‌پی، کاست، دانلود دیجیتال        | ۱                | ۱                | ۱                | ۱                | ۲                | ۱                | ۳                | ۱                | ۱                | ۱                | - جهانی: ۲۷٬۰۰۰٬۰۰۰ - ایالات متحده: ۱۰٬۶۰۰٬۰۰۰ - فرانسه: ۹۰۰٬۴۰۰ - بریتانیا: ۱٬۸۰۰٬۰۰۰                  | - آرآی‌ای‌ای: الماس - ای‌ارآی‌ای: الماس - بلژیک: پلاتین - بریتانیا: ۶× پلاتین - آلمان: ۳× پلاتین - آی‌اف‌پی‌آی: ۵× پلاتین - آی‌اف‌پی‌آی سوئیس: ۳× پلاتین - کانادا: الماس - نیوزیلند: ۹× پلاتین - فرانسه: ۲× پلاتین                               |
| دوباره‌خوانی                                                                   | - انتشار: ۱۲ نوامبر ۲۰۰۴ - ناشر: شیدی، افترمث، اینترسکوپ، گلایت - فرمت‌ها: سی‌دی، ال‌پی، کاست، دانلود دیجیتال    | ۱                | ۱                | ۲                | ۱                | ۱                | ۱                | ۳                | ۱                | ۱                | ۱                | - جهانی: ۱۱٬۰۰۰٬۰۰۰ - ایالات متحده: ۵٬۳۴۳٬۰۰۰ - فرانسه: ۳۰۰٬۱۰۰ - بریتانیا: ۱٬۳۰۰٬۰۰۰                   | - آرآی‌ای‌ای: ۴× پلاتین - ای‌ارآی‌ای: ۶× پلاتین - بلژیک: طلا - بریتانیا: ۴× پلاتین - آلمان: ۳× طلا - آی‌اف‌پی‌آی: ۲× پلاتین - آی‌اف‌پی‌آی سوئیس: پلاتین - ژاپن: پلاتین - نیوزیلند: ۵× پلاتین - فرانسه: ۲× طلا                                    |
| بازگشت                                                                        | - انتشار: ۱۵ مه ۲۰۰۹ - ناشر: شیدی، افترمث، اینترسکوپ، گلایت - فرمت‌ها: سی‌دی، ال‌پی، دانلود دیجیتال              | ۱                | ۱                | ۱                | ۱                | ۱                | ۲                | ۱                | ۱                | ۲                | ۱                | - ایالات متحده: ۲٬۳۶۳٬۰۰۰ - فرانسه: ۶۹٬۴۵۰ - بریتانیا: ۶۰۰٫۰۰۰                                          | - آرآی‌ای‌ای: ۲× پلاتین - ای‌ارآی‌ای: ۲× پلاتین - بلژیک: طلا - بریتانیا: ۲× پلاتین - آلمان: طلا - آی‌اف‌پی‌آی سوئیس: پلاتین - ژاپن: طلا - نیوزیلند: پلاتین - فرانسه: طلا                                                                      |
| ریکاوری                                                                       | - انتشار: ۱۸ ژوئن ۲۰۱۰ - ناشر: شیدی، افترمث، اینترسکوپ، گلایت - فرمت‌ها: سی‌دی، ال‌پی، دانلود دیجیتال            | ۱                | ۱                | ۱                | ۱                | ۱                | ۲                | ۶                | ۱                | ۱                | ۱                | - جهانی: ۱۰٬۰۰۰٬۰۰۰ - ایالات متحده: ۴٬۸۶۷٬۰۰۰ - کانادا: ۶۱۳٬۰۰۰ - فرانسه: ۱۱۰٬۰۰۰ - بریتانیا: ۱٬۰۳۰٬۰۰۰ | - آرآی‌ای‌ای: ۳× پلاتین - ای‌ارآی‌ای: ۴× پلاتین - بلژیک: طلا - بریتانیا: ۳× پلاتین - آلمان: ۳× طلا - آی‌اف‌پی‌آی: پلاتین - آی‌اف‌پی‌آی سوئیس: پلاتین - کانادا: پلاتین - ژاپن: طلا - نیوزیلند: پلاتین - فرانسه: پلاتین                            |
| مارشال مترز ال‌پی ۲                                                            | - انتشار: ۵ نوامبر ۲۰۱۳ - ناشر: شیدی، افترمث، اینترسکوپ، گلایت - فرمت‌ها: سی‌دی، ال‌پی، دانلود دیجیتال           | ۱                | ۱                | ۱                | ۱                | ۲                | ۱                | ۱۰               | ۱                | ۱                | ۱                | - ایالات متحده: ۲٬۲۴۴٬۰۰۰ - کانادا: ۳۶۵٬۰۰۰ - فرانسه: ۱۶۰٬۰۰۰ - بریتانیا: ۷۰۴٬۰۰۰                       | - آرآی‌ای‌ای: ۴× پلاتین - ای‌ارآی‌ای: ۲× پلاتین - بلژیک: طلا - بریتانیا: ۲× پلاتین - آلمان: ۳× طلا - آی‌اف‌پی‌آی سوئیس: پلاتین - کانادا: ۴× پلاتین - نیوزیلند: پلاتین - فرانسه: پلاتین                                                        |
| احیا                                                                          | - انتشار: ۱۵ دسامبر ۲۰۱۷ - ناشر: شیدی، افترمث، اینترسکوپ، گلایت - فرمت‌ها: سی‌دی، ال‌پی، دانلود دیجیتال          | ۱                | ۱                | ۶                | ۱                | ۱۳               | ۲                | ۱۴               | ۳                | ۱                | ۱                | - ایالات متحده: ۴۳۵٬۰۰۰ - بریتانیا: ۲۳۳٬۰۰۰                                                             | - آرآی‌ای‌ای: طلا - ای‌ارآی‌ای: پلاتین - بریتانیا: پلاتین - آلمان: طلا - کانادا: پلاتین - نیوزیلند: طلا - فرانسه: پلاتین |
| کامی‌کازه                                                                      | - انتشار: ۳۱ اوت ۲۰۱۸ - ناشر: شیدی، افترمث، اینترسکوپ، گلایت - فرمت‌ها: سی‌دی، ال‌پی، کاست، دانلود دیجیتال       | ۱                | ۱                | ۱                | ۱                | ۶                | ۲                | ۳۲               | ۱                | ۱                | ۱                | - جهانی: ۱٬۰۰۰٬۰۰۰ - ایالات متحده: ۴۹۳٬۰۰۰ - بریتانیا: ۱۳۹٬۰۰۰                                          | - آرآی‌ای‌ای: پلاتین - ای‌ارآی‌ای: پلاتین - بریتانیا: پلاتین - نیوزیلند: پلاتین - فرانسه: طلا |
| موسیقی‌ای که توسطش به قتل برسید                                                | - انتشار: ۱۷ ژانویه ۲۰۲۰ - ناشر: شیدی، افترمث، اینترسکوپ - فرمت‌ها: سی‌دی، ال‌پی، دانلود دیجیتال، استریمینگ      | ۱                | ۱                | ۱                | ۱                | ۴                | ۲                | ۴۲               | ۱                | ۱                | ۱                | - ایالات متحده: ۲۵۹٬۰۰۰ - فرانسه: ۶٬۱۹۱                                                                 | - آرآی‌ای‌ای: طلا - بریتانیا: طلا - کانادا: پلاتین - نیوزیلند: طلا |
| نشانهٔ «—» مواردی را نشان می‌دهد که در آن کشور منتشر نشده یا به جدول نرسیده‌اند. | |                  |                  |                  |                  |                  |                  |                  |                  |                  |                  | | |

## آلبوم‌های گردآوری‌شده
| عنوان                 | اطلاعات آلبوم | موقعیت در جدول‌ها | موقعیت در جدول‌ها | موقعیت در جدول‌ها | موقعیت در جدول‌ها | موقعیت در جدول‌ها | موقعیت در جدول‌ها | موقعیت در جدول‌ها | موقعیت در جدول‌ها | موقعیت در جدول‌ها | موقعیت در جدول‌ها | فروش                                                        | گواهی‌نامه‌ها |
| عنوان                 | اطلاعات آلبوم | آمریکا           | استرالیا         | بلژیک            | کانادا           | فرانسه           | آلمان            | ژاپن             | نیوزیلند         | سوئیس            | بریتانیا         | فروش                                                        | گواهی‌نامه‌ها |
| --------------------- | --- | ---------------- | ---------------- | ---------------- | ---------------- | ---------------- | ---------------- | ---------------- | ---------------- | ---------------- | ---------------- | ----------------------------------------------------------- | --- |
| ندای صحنه: پرطرفدارها | - آلبوم بهترین‌ها - انتشار: ۶ دسامبر ۲۰۰۵ - ناشر: افترمث، اینترسکوپ، شیدی(۵۸۸۱) - فرمت: سی‌دی، ال‌پی کاست، دانلود دیجیتال | ۱                | ۱                | ۱۰               | ۱                | ۱۴۱              | ۷                | ۳                | ۱                | ۵                | ۱                | - آمریکا: ۷٬۰۰۰٬۰۰۰ - فرانسه: ۱۶۹٬۱۰۰ - بریتانیا: ۲٬۱۰۰٬۰۰۰ | - آرآی‌ای‌ای: ۷× پلاتین - ای‌آرآی‌ای: ۶× پلاتین - بریتانیا: ۸× پلاتین - آلمان: ۵× طلا - آی‌اف‌پی‌آی: ۲× پلاتین - آی‌اف‌پی‌آی سوئیس: طلا - ژاپن: ۲× پلاتین - نیوزیلند: ۵× پلاتین - فرانسه: ۲× طلا |

ندای صحنه ۲

## آلبوم‌های همکاری
| عنوان                                                                         | اطلاعات آلبوم | موقعیت در جدول‌ها | موقعیت در جدول‌ها | موقعیت در جدول‌ها | موقعیت در جدول‌ها | موقعیت در جدول‌ها | موقعیت در جدول‌ها | موقعیت در جدول‌ها | موقعیت در جدول‌ها | موقعیت در جدول‌ها | فروش                | گواهی‌نامه‌ها                                                                    |
| عنوان                                                                         | اطلاعات آلبوم | آمریکا           | استرالیا         | بلژیک            | کانادا           | فرانسه           | آلمان            | نیوزیلند         | سوئیس            | بریتانیا         | فروش                | گواهی‌نامه‌ها                                                                    |
| ----------------------------------------------------------------------------- | --- | ---------------- | ---------------- | ---------------- | ---------------- | ---------------- | ---------------- | ---------------- | ---------------- | ---------------- | ------------------- | ------------------------------------------------------------------------------ |
| امینم تقدیم می‌کند: ری-آپ (به‌عنوان شیدی رکوردز)                                | - آلبوم هنرمندان مختلف - انتشار: ۴ دسامبر ۲۰۰۶ - ناشر: اینترسکوپ، شیدی (۸۵۰۲) - فرمت: سی‌دی، ال‌پی، کاست، دانلود دیجیتال      | ۲                | ۱۷               | ۴۴               | ۲                | ۴۱               | ۱۵               | ۱                | ۹                | ۳[C]             | - آمریکا: ۱٬۰۵۱٬۰۰۰ | - آرآی‌ای‌ای: پلاتین - ای‌آرآی‌ای: طلا - آی‌اف‌پی‌آی سوئیس: طلا - نیوزیلند: ۲× پلاتین |
| شیدی پانزدهم (به‌عنوان شیدی رکوردز)                                            | - آلبوم دو دیسک - (یک دیسک از بهترین‌ها) - انتشار: ۲۴ نوامبر ۲۰۱۴ - ناشر: شیدی، اینترسکوپ - فرمت: سی‌دی، ال‌پی، دانلود دیجیتال | ۳                | —                | ۲۶               | ۱                | ۳۲               | ۸                | —                | ۷                | ۵[C]             | - آمریکا: ۲۹۰٬۰۰۰   | - آرآی‌ای‌ای: گلد                                                                |
| نشانهٔ «—» مواردی را نشان می‌دهد که در آن کشور منتشر نشده یا به جدول نرسیده‌اند. | |                  |                  |                  |                  |                  |                  |                  |                  |                  |                     |                                                                                |

## آلبوم‌های موسیقی متن
| عنوان                                                                         | اطلاعات آلبوم                                                                                                | موقعیت در جدول‌ها | موقعیت در جدول‌ها | موقعیت در جدول‌ها | موقعیت در جدول‌ها | موقعیت در جدول‌ها | موقعیت در جدول‌ها | موقعیت در جدول‌ها | موقعیت در جدول‌ها | موقعیت در جدول‌ها | فروش                                    | گواهی‌نامه‌ها |
| عنوان                                                                         | اطلاعات آلبوم                                                                                                | آمریکا           | استرالیا         | بلژیک            | کانادا           | فرانسه           | آلمان            | نیوزیلند         | سوئیس            | بریتانیا         | فروش                                    | گواهی‌نامه‌ها |
| ----------------------------------------------------------------------------- | --- | ---------------- | ---------------- | ---------------- | ---------------- | ---------------- | ---------------- | ---------------- | ---------------- | ---------------- | --------------------------------------- | --- |
| ۸ مایل: موسیقی فیلم و الهام‌گرفته از آن (به‌عنوان شیدی رکوردز)                  | - انتشار: ۲۹ اکتبر ۲۰۰۲ - ناشر: اینترسکوپ، شیدی، یونیورسال (۴۹۳۵۰۸) - فرمت: سی‌دی، ال‌پی، کاست، دانلود دیجیتال | ۱                | ۱                | ۶                | ۱                | ۶                | ۱                | ۱                | ۳                | ۱[C]             | - آمریکا: ۴٬۹۰۰٬۰۰۰ - بریتانیا: ۶۸۲٬۲۲۴ | - آرآی‌ای‌ای: ۴× پلاتین - ای‌آرآی‌ای: ۴× پلاتین - بریتانیا: ۲× پلاتین - آی‌اف‌پی‌آی سوئیس: پلاتین - کانادا: ۵× پلاتین - نیوزیلند: ۴× پلاتین - فرانسه: طلا |
| چپ‌دست (به‌عنوان شیدی رکوردز)                                                   | - انتشار: ۲۴ ژوئیه ۲۰۱۵ - ناشر: شیدی، اینترسکوپ - فرمت: سی‌دی، ال‌پی، دانلود دیجیتال                           | ۵                | ۱۳               | ۱۴۶              | ۲                | ۱۰۸              | ۶۱               | ۲۰               | ۴۳               | —                | - آمریکا: ۹۱٬۰۰۰                        | |
| نشانهٔ «—» مواردی را نشان می‌دهد که در آن کشور منتشر نشده یا به جدول نرسیده‌اند. | |                  |                  |                  |                  |                  |                  |                  |                  |                  |                                         | |

## آلبوم‌های چندآهنگه
| عنوان           | اطلاعات آلبوم                                                    |
| --------------- | ---------------------------------------------------------------- |
| اسلیم شیدی ای‌پی | - انتشار: ۶ دسامبر ۱۹۹۷ - ناشر: وب انترتینمنت - فرمت: سی‌دی، کاست |

## کلکسیون‌های جعبه‌ای
| عنوان         | اطلاعات آلبوم |
| ------------- | --- |
| تک‌آهنگ‌ها      | - انتشار: ۱۶ مارس ۲۰۰۴ - ناشر: شیدی/افترمث - فرمت: سی‌دی                                                                                       |
| ال‌پی‌های وینیل | - انتشار: ۲۳ مارس ۲۰۱۵ (اروپا) - ۲۴ مارس ۲۰۱۵ (ایالات متحده آمریکا) - ناشر: افترمث(ایالات متحده آمریکا) یونیورسال میوزیک (اروپا) - فرمت: ال‌پی |